# فهرست اعضای اتحادیه اروپا بر پایه جمعیت
در این مقاله فهرستی از اعضای اتحادیه اروپا بر پایه جمعیت آمده‌است که توسط اداره کل آمار اروپا (بورو استات) در ۲۰۱۷ ارائه شده‌است.

## جدول
| رتبه | کشور          | جمعیت در ۲۰۱۷ | درصد جمیعت | میانگین رشد نسبی سالانه (%) | میانگین رشد مطلق سالانه | عدد رسمی    | تاریخ آخرین عدد | منبع                                                                |
| ---- | ------------- | ------------- | ---------- | --------------------------- | ----------------------- | ----------- | --------------- | ------------------------------------------------------------------- |
| 1    | آلمان         | ۸۲٬۸۰۰٬۰۰۰    | ۱۶٫۱۸      | ۰٫۷۶                        | ۶۲۸٬۸۷۶                 | ۸۲٬۵۷۶٬۹۰۰  | ۳۱ مارس ۲۰۱۷    | Official estimate                                                   |
| 2    | فرانسه        | ۶۷٬۲۱۰٬۴۵۹    | ۱۳٫۱۰      | ۰٫۴۰                        | ۲۶۵٬۵۵۷                 | ۶۷٬۱۷۴٬۰۰۰  | ۱ ژانویه ۲۰۱۸   | Monthly official estimate                                           |
| 3    | ایتالیا       | ۶۰٬۵۸۹٬۴۴۵    | ۱۱٫۸۴      | -۰٫۱۳                       | -۷۶٬۰۰۱                 | ۶۰٬۴۹۴٬۰۰۰  | ۱ ژانویه ۲۰۱۸   | Monthly official estimate                                           |
| 4    | اسپانیا       | ۴۶٬۵۲۸٬۹۶۶    | ۹٫۰۹       | ۰٫۱۹                        | ۸۹٬۰۳۷                  | ۴۶٬۵۴۹٬۰۴۵  | ۱ ژوئیه ۲۰۱۷    | Official estimate                                                   |
| 5    | لهستان        | ۳۷٬۹۷۲٬۹۶۴    | ۷٫۴۲       | ۰٫۰۲                        | ۵٬۷۵۶                   | ۳۸٬۴۲۶٬۰۰۰  | ۳۱ ژوئیه ۲۰۱۷   | Official estimate                                                   |
| 6    | رومانی        | ۱۹٬۶۳۸٬۳۰۹    | ۳٫۸۴       | -۰٫۶۲                       | -۱۲۱٬۲۵۲                | ۱۹٬۶۳۸٬۳۰۹  | ۱ ژانویه ۲۰۱۷   | Official estimate                                                   |
| 8    | هلند          | ۱۷٬۰۸۱٬۵۰۷    | ۳٫۳۴       | ۰٫۶۰                        | ۱۰۳٬۰۰۴                 | ۱۷٬۱۸۴٬۰۱۰  | ۳۱ دسامبر ۲۰۱۷  | Monthly official estimate                                           |
| 9    | بلژیک         | ۱۱٬۳۶۵٬۸۳۴    | ۲٫۲۲       | ۰٫۴۸                        | ۵۴٬۹۸۲                  | ۱۱٬۳۹۹٬۳۳۵  | ۱ دسامبر ۲۰۱۷   | Monthly official estimate                                           |
| 10   | یونان         | ۱۰٬۷۵۷٬۲۹۳    | ۲٫۱۰       | -۰٫۲۵                       | -۲۶٬۳۹۰                 | ۱۰٬۷۶۸٬۱۹۳  | ۱ ژانویه ۲۰۱۷   | Official estimate                                                   |
| 11   | جمهوری چک     | ۱۰٬۶۱۰٬۰۵۵    | ۲٫۰۷       | ۰٫۵۳                        | ۳۱٬۲۳۵                  | ۱۰٬۶۱۰٬۰۵۵  | ۳۱ دسامبر ۲۰۱۷  | Official estimate                                                   |
| 12   | پرتغال        | ۱۰٬۳۰۹٬۵۷۳    | ۲٫۰۱       | -۰٫۳۱                       | -۳۱٬۶۵۹                 | ۱۰٬۳۰۹٬۵۷۳  | ۳۱ دسامبر ۲۰۱۶  | Official estimate                                                   |
| 13   | سوئد          | ۹٬۹۹۵٬۱۵۳     | ۱٫۹۵       | ۱٫۴۶                        | ۱۴۶٬۲۴۵                 | ۱۰٬۱۱۲٬۶۶۹  | ۳۰ نوامبر ۲۰۱۷  | Monthly official estimate                                           |
| 14   | مجارستان      | ۹٬۷۹۷٬۵۶۱     | ۱٫۹۱       | -۰٫۳۳                       | -۳۲٬۸۱۴                 | ۹٬۷۹۷٬۵۶۱   | ۱ ژانویه ۲۰۱۷   | Official estimate                                                   |
| 15   | اتریش         | ۸٬۷۷۲٬۸۶۵     | ۱٫۷۱       | ۰٫۹۵                        | ۸۳٬۵۷۸                  | ۸٬۸۲۳٬۰۵۴   | ۱ ژانویه ۲۰۱۸   | Official estimate                                                   |
| 16   | بلغارستان     | ۷٬۱۰۱٬۸۵۹     | ۱٫۳۹       | -۰٫۷۳                       | -۵۱٬۵۴۸                 | ۷٬۱۰۱٬۸۵۹   | ۳۱ دسامبر ۲۰۱۶  | Official estimate                                                   |
| 17   | دانمارک       | ۵٬۷۴۸٬۷۶۹     | ۱٫۱۲       | ۰٫۷۳                        | ۴۱٬۸۲۰                  | ۵٬۷۸۱٬۱۹۰   | ۱ ژانویه ۲۰۱۸   | Official estimate                                                   |
| 18   | فنلاند        | ۵٬۵۰۳٬۲۹۷     | ۱٫۰۸       | ۰٫۲۹                        | ۱۶٬۰۳۶                  | ۵٬۵۱۶٬۲۲۴   | ۳۱ دسامبر ۲۰۱۷  | Monthly official estimate                                           |
| 19   | اسلواکی       | ۵٬۴۳۵٬۳۴۳     | ۱٫۰۶       | ۰٫۱۷                        | ۹٬۱۰۶                   | ۵٬۴۴۱٬۸۹۹   | ۳۰ سپتامبر ۲۰۱۷ | Official estimate                                                   |
| 20   | جمهوری ایرلند | ۴٬۷۷۴٬۸۳۳     | ۰٫۹۳       | ۱٫۰۶                        | ۵۰٬۶۴۵                  | ۴٬۷۹۲٬۶۵۰   | ۱ آوریل ۲۰۱۷    | Official estimate                                                   |
| 21   | کرواسی        | ۴٬۱۵۴٬۲۱۳     | ۰٫۸۱       | -۰٫۸۷                       | -۳۶٬۱۳۹                 | ۴٬۱۵۴٬۲۱۳   | ۳۱ دسامبر ۲۰۱۶  | Official estimate                                                   |
| 22   | لیتوانی       | ۲٬۸۴۷٬۹۰۴     | ۰٫۵۶       | -۱٫۴۱                       | -۴۰٬۰۸۲                 | ۲٬۸۰۷٬۴۹۵   | ۱ فوریه ۲۰۱۸    | Monthly official estimate                                           |
| 23   | اسلوونی       | ۲٬۰۶۵٬۸۹۵     | ۰٫۴۰       | ۰٫۰۸                        | ۱٬۷۰۸                   | ۲٬۰۶۵٬۸۹۰   | ۱ اکتبر ۲۰۱۷    | Official estimate                                                   |
| 24   | لتونی         | ۱٬۹۵۰٬۱۱۶     | ۰٫۳۸       | -۰٫۹۶                       | -۱۸٬۶۶۱                 | ۱٬۹۲۹٬۹۰۰   | ۱ ژانویه ۲۰۱۸   | Monthly official estimate                                           |
| 25   | استونی        | ۱٬۳۱۵٬۶۳۵     | ۰٫۲۶       | -۰٫۰۲                       | -۳۰۹                    | ۱٬۳۱۸٬۷۰۵   | ۱ ژانویه ۲۰۱۸   | Official estimate بایگانی‌شده در ۲۳ نوامبر ۲۰۱۲ توسط Wayback Machine |
| 26   | قبرس          | ۸۵۴٬۸۰۲       | ۰٫۱۷       | ۰٫۷۶                        | ۶٬۵۳۳                   | ۸۴۵٬۸۰۰     | ۳۱ دسامبر ۲۰۱۶  | Official estimate                                                   |
| 27   | لوکزامبورگ    | ۵۹۰٬۶۶۷       | ۰٫۱۲       | ۲٫۵۰                        | ۱۴٬۷۷۹                  | ۵۹۰٬۶۶۷     | ۱ ژانویه ۲۰۱۷   | Official estimate                                                   |
| 28   | مالت          | ۴۴۰٬۴۳۳       | ۰٫۰۹       | ۱٫۳۹                        | ۶٬۱۱۴                   | ۴۶۰٬۲۹۷     | ۳۱ دسامبر ۲۰۱۶  | Official estimate                                                   |
|      | مجموع         | ۵۱۱٬۸۰۵٬۰۸۸   | ۱۰۰٫۰۰     | ۰٫۳۰                        | ۱٬۵۴۲٬۷۴۰               | ۵۱۲٬۳۰۵٬۰۳۱ |                 |                                                                     |